# George Gardner
Pour les articles homonymes, voir Gardner.
George Gardner est un botaniste britannique, né le 10 mai 1812 à Glasgow et mort le 10 mars 1849 à Neura Ellia à Ceylan.

## Biographie
Il obtient son Medical Doctorat à Glasgow en 1835 où il étudie auprès de William Jackson Hooker (1785-1865). Il voyage au Brésil pour y récolter des spécimens de 1836 à 1841. En 1843, il vient à Oxford assister Henry Barron Fielding (1805-1851) pour réorganiser son herbier et écrire des descriptions botaniques pour Sertum Plantarum (1844 à 1849). Il devient membre de la Société linnéenne de Londres en 1842. En 1844, il devient le directeur du jardin botanique de Peradeniya à Celyan. Il collecte des spécimens à l’île Maurice et à Madras en 1845. Gardner fait paraître Musci Britannici en 1836 et Travels in Interior of Brazil en 1849.
Nathaniel Wallich (1786-1854) lui dédie en 1820 le genre Gardneria de la famille des Loganiaceae.

## Source
- Ray Desmond (1994). Dictionary of British and Irish Botanists and Horticulturists includins Plant Collectors, Flower Painters and Garden Designers. Taylor & Francis and The Natural History Museum (Londres).